# Max Delbrück
Max Ludwig Henning Delbrück, , nemško-ameriški biofizik, nobelovec, * 4. september 1906, Berlin, Nemško cesarstvo, † 9. marec 1981, Pasadena, Kalifornija, Združene države Amerike.
Znan je predvsem po delu na področju genetike. S Salvadorjem Lurio sta izvedla znamenit poskus, s katerim sta dokazala, da so mutacije mehanizem razvoja bakterijske odpornosti proti virusom. Za svoje delo sta leta 1969 skupaj z Alfredom Herscheyjem prejela Nobelovo nagrado za fiziologijo ali medicino.

## Življenje in delo

### Zgodnje življenje
Rodil se je kot najmlajši od sedmih otrok v ugledni družini učenjakov. Njegov oče Hans Delbrück je bil profesor zgodovine na Humboldtovi univerzi v Berlinu, ugledni humanisti so bili tudi očetovi bratranci in materini bratje. Njegov praded po materini strani je bil slavni kemik Justus von Liebig. Mladi Max se je začel zanimati za astronomijo, kar je kasneje razložil z željo izstopati v svojem okolju. Prva svetovna vojna je prinesla družini tragedijo, saj je v njej umrla več kot polovica moških članov, po njej pa je v državi zavladalo pomanjkanje.
Kljub temu je leta 1924 odšel študirat na Univerzo v Tübingenu. Po samo enem semestru je odšel v Berlin, od tam na Univerzo v Bonnu in nazaj v Berlin, nazadnje pa se je ustalil na Univerzi v Göttingenu, kjer se je usmeril v astrofiziko. Göttingen je bil takrat živahno fizikalno središče, kar je leta 1925 kronal Heisenberg z odkritjem kvantne mehanike. Delbrück je pri pisanju disertacije ugotovil, da je matematična podlaga astrofizike prezahtevna zanj, poleg tega ni mogel brati večine literature, ki je bila v angleščini, zato je le s težavo doktoriral. Naučiti pa se je bil primoran dobršen del kvantne mehanike in spoznal je več vidnih znanstvenikov s tega področja, kot sta Born in Wigner.

### Zgodnje fizikalno delo
Po doktoratu leta 1930 je dobil podoktorsko mesto na Univerzi v Bristolu, kjer se je spoprijateljil s še več bodočimi Nobelovci, Powellom, Blackettom, Diracom in Herzbergom. Po koncu osemnajstmesečnega obdobja v Bristolu je odšel na Dansko, kjer je na Univerzi v Københavnu preživel pomlad in poletje 1931, po tistem pa še za pol leta v Švico, na Univerzo v Zürichu h Pauliju. Kratko obdobje na Danskem je bilo ključno za njegovo nadaljnjo znanstveno pot, saj je spoznal Nielsa Bohra, ki mu je vzbudil zanimanje za biologijo s svojimi špekulacijami o širših implikacijah dvojne narave stvarnosti kot jo predpostavlja kvantna mehanika.
Leta 1932 se je vrnil v Berlin, saj je upal, da se bo zaradi bližine raznih inštitutov Družbe cesarja Viljema lažje seznanil z biološkimi problemi. Kot asistent Lise Meitner je napisal dva pomembna članka s področja teoretične fizike, zasebno pa je organiziral debatno skupino, v katero je poleg fizikov povabil tudi biofizika Karla Zimmerja in genetika Nikolaja Timofejev-Resovskega. Slednji se je ukvarjal z genetiko vinske mušice vrste Drosophila melanogaster, kar je Delbrücka tako fasciniralo, da se je odločil preusmeriti na to področje. Neposredni rezultat dolgih diskusij je bil članek o zgradbi genetskega materiala in naravi mutacij, pri čemer je Delbrück prispeval teoretsko interpretacijo. V njem so utemeljevali, da je atomska struktura genov tako stabilna, da lahko mutacije povzroči samo dovolj velika količina energije, kakršno posreduje denimo ionizirajoče sevanje. Članek je nepričakovano postal zelo vpliven, ko je leta 1945 njihovo razlago podprl Erwin Schrödinger v svoji knjižici Was ist Leben? (Kaj je življenje?) in na njeni podlagi predpostavil obstoj takrat še neznanih fizikalnih zakonov, udeleženih v delovanju živih organizmov. Problem je v letih po vojni pritegnil mnogo fizikov v biologijo. V skupini Lise Meitner so se tisti čas ukvarjali s produkti obsevanja uranovih jeder, a so do zaključka, da so dosegli fizijo, prišli šele po Delbrückovem odhodu.

### Selitev v ZDA in delo z bakteriofagi
Sprva je nameraval nadaljevati akademsko kariero v Berlinu, vendar njegovo obnašanje ni bilo po godu nacistom, ki so v teh letih prevzeli oblast v državi. Z veseljem je sprejel štipendijo Rockefellerjeve fundacije in jo izkoristil za raziskovalni obisk na Kalifornijskem tehnološkem inštitutu (Caltech) v ZDA pri skupini nobelovca Thomasa Hunta Morgana, tudi zaradi svojega novo odkritega zanimanja za kvantitativno biologijo. Področje genetskih raziskav na muhi D. melanogaster mu je bilo povsem tuje in se v njem ni znašel, kmalu pa je po naključju odkril drug subjekt – bakteriofage. V njih je našel dovolj enostaven subjekt za matematični pristop. V sodelovanju z Emoryjem Ellisom je razvil več pomembnih matematičnih analitičnih metod za interpretacijo rezultatov poskusov. V tem času je izbruhnila druga svetovna vojna, zato se je odločil ostati v ZDA. Položaj je bil zapleten, saj je bil v osnovi tujec iz sovražne države, a je zaradi raziskovalnih uspehov dobil mesto inštruktorja fizike na Vanderbildtovi univerzi v Nashvilleu. Njegov status je bil nizek, hkrati pa mu je omogočil, da je več časa posvetil raziskavam. Leta 1940 je spoznal Salvadorja Lurio, ki je prebegnil iz Italije in se je prav tako ukvarjal z bakteriofagi. Naslednje poletje sta začela s poskusi z razmnoževanjem teh virusov v Laboratoriju Cold Spring Harbor. Delbrück se je tega leta poročil z Mary Adeline Bruce.
Serija poskusov, ki sta jo v naslednjih dveh letih izvedla z Lurio, je postavila temelj za bakterijsko genetiko; z domiselno izvedbo in matematično interpretacijo rezultatov sta nedvoumno dokazala, da je nastanek bakterijske odpornosti na bakteriofage rezultat mutacij in ne nekakšna lamarkistična prilagoditev posameznih celic. Delbrück je v ta namen razvil matematično ogrodje za postavitev poskusa in analizo rezultatov. Opis dela je izšel v članku leta 1943.
Z rezultati sta navdušila mikrobiologa Alfreda Hersheyja, s katerim so tvorili jedro t. i. »fagne skupine« raziskovalcev. Leta 1945 so začeli z organizacijo rednih tečajev in srečanj za zainteresirane, z močno podporo takratnega direktorja Laboratorija Cold Spring Harbor, ki je prav tako opustil raziskave na muhah in se posvetil bakteriofagom. Na njihov račun se je število raziskovalcev na tem področju hitro povečalo. Po koncu vojne se je kot profesor biologije vrnil na Caltech, kjer je prav tako organiziral močno raziskovalno skupino. V teh letih je Hershey z Marto Chase izvedel ključen poskus, s katerim je dokazal, da je DNK nosilec genetskih informacij, ne beljakovine, kmalu po tistem pa sta James D. Watson in Francis Crick tudi na temelju dela fagne skupine razvila znameniti model zgradbe te molekule.

### Senzorična fiziologija gliv in vmesno obdobje v Nemčiji
Delbrück se je v zgodnjih 1950. letih preusmeril v raziskave fiziologije čutil. Tudi tu si je izbral preprost modelni organizem, tokrat glive iz rodu Phycomyces. Področju se je posvečal do konca svoje kariere, čeprav na njem ni dosegel tako odmevnih uspehov. Občasno je še prispeval tudi k raziskavam bakteriofagov.
Med enim od obiskov v domovini so ga nemški kolegi prepričali naj sodeluje pri ustanavljanju inštituta za genetiko. Odzval se je povabilu in leta 1961 postal prvi direktor inštituta, ki je sodil pod Univerzo v Kölnu. Z njim je v nemško okolje uvedel ameriški model raziskovalnih inštitutov z več neodvisnimi, a povezanimi raziskovalnimi skupinami pod vodstvom profesorjev, ki si delijo prostore. Ustanovno predavanje je imel Niels Bohr, ki je s predavanjem leta 1933 Delbrücku prvič vzbudil zanimanje za biologijo. Z inštitutom je ostal povezan kot častni profesor in občasni gostujoči predavatelj tudi v letih po tem.

### Zadnja leta
Leta 1977 je dosegel upokojitveno starost in dobil položaj častnega profesorja, tako da je lahko nadaljeval z raziskavami. Naslednje leto so mu diagnosticirali mielom, ki pa so ga v začetku uspešno obvladovali s kemoterapijo, tako da je lahko ostal aktiven. Začel je pisati tudi avtobiografijo, vendar ga je prehitela smrt. Umrl je spomladi 1981 v 75. letu starosti v Pasadeni.

## Priznanja
Za svoje delo je prejel več priznanj, med njimi leta 1969 nagrado Louise Gross Horwitz in Nobelovo nagrado za fiziologijo ali medicino.
Izvoljen je bil za člana Nacionalne akademije znanosti ZDA, Ameriške akademije umetnosti in znanosti, Kraljeve danske akademije in Nemške akademije znanosti Leopoldina ter za tujega člana britanske Kraljeve družbe in Francoske akademije znanosti.